# Caucasopisthes
Caucasopisthes Tanasevič, 1990 è un genere di ragni appartenente alla famiglia Linyphiidae.

## Distribuzione
L'unica specie oggi attribuita a questo genere è diffusa nelle regioni del Caucaso: rinvenuta in alcune località della Russia e della Georgia.

## Tassonomia
A maggio 2011, si compone di una specie:
- Caucasopisthes procurvus (Tanasevič, 1987)[3] — Russia, Georgia